# Nutrição humana

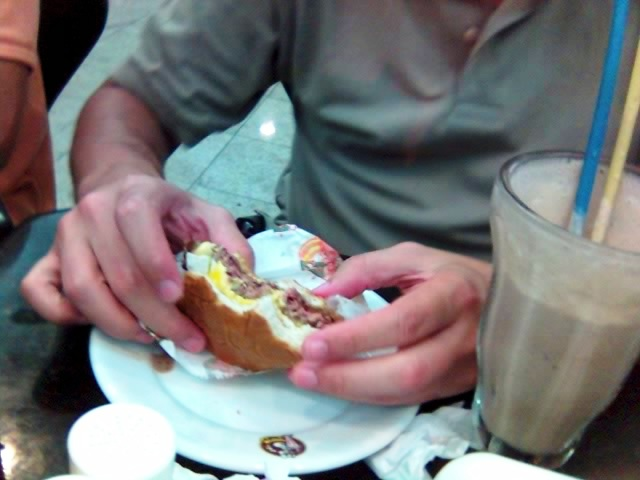
Nutrição humana:Estudo dos costumes alimentares

A nutrição humana é uma ciência que se ocupa do estudo dos processos relacionados à obtenção de nutrientes pelos seres humanos através da alimentação.
A via comumente utilizada para a alimentação humana é a boca.
Além da alimentação por boca, um indivíduo pode utilizar a via enteral e/ou parenteral. Lança-se mão destas vias alternativas geralmente em situações especiais, onde não se pode, não se deve ou não se quer comer de forma habitual.
No Brasil ganha-se o título de nutricionista após conclusão de programa de graduação em nutrição humana com duração de 4 a 5 anos.
Actualmente no Brasil o médico após o término do seu curso de graduação em medicina com duração de 6 anos pode optar por tirar o curso de residência médica em nutrologia com duração de 2 anos, concentrando o foco da sua atenção à nutrição humana.
Em Portugal existe apenas uma licenciatura em Nutrição Humana e Qualidade Alimentar, que é ministrada nas Escolas Superiores Agrárias do Instituto Politécnico de Castelo Branco e do Instituto Politécnico de Santarém.[carece de fontes?]

## Nutrientes principais
O corpo humano (e o dos seres vivos em geral) é formado essencialmente por moléculas em que os elementos principais são o carbono, o oxigénio, o hidrogénio e o nitrogénio. Por essa razão, os nutrientes mais importantes são os que contém esses elementos e que, por reacções enzimáticas irão fornecer energia e matéria para o funcionamento do organismo:
- Carboidratos ou açúcares e seus polímeros
- Proteínas e aminoácidos
- Lipídios, isto é, todo tipo de gordura

## Micronutrientes
O corpo humano não é um sólido compacto: todas as reações químicas se dão numa solução aquosa, com uma composição muito próxima à da água do mar e o transporte de nutrientes e de oxigénio para as células é feito pelo sangue. Por essa razão os “micronutrientes”, de facto, têm um papel essencial na vida. Entre estes, incluem-se:
- A água;
- Minerais, geralmente na forma de sais, ou íons, incluindo o sódio e o cloro, principais componentes da água do mar, e outros em menores quantidades, mas igualmente essenciais, como o ferro, que dá a cor vermelha ao sangue; e
- Vitaminas, que são compostos orgânicos essenciais ao funcionamento do organismo, funcionando muitas vezes como coenzimas.

## Nutrição adequada para cada fase da vida
A cada fase da vida (infantil, adolescência, adulta e idosa), temos certo tipo de nutrição.

## Nutrição na infância
Até os 6 meses de idade, é indiscutível a importância do aleitamento materno exclusivo pois fornece todos os nutrientes importantes para o bebê, além de anticorpos e outras substâncias fundamentais. Com o passar dos meses e anos, a criança vai conhecendo e experimentando todos os alimentos, sendo essencial que a mãe já comece a incentivar uma alimentação equilibrada à criança.
A infância é a fase inicial onde ocorre a formação e crescimento. A alimentação nessa etapa é essencial para um crescimento e desenvolvimento adequados.
Nesta fase é importante respeitar horários e refeições a serem realizadas. A criança deve comer cereais, verduras, legumes, carnes, leguminosas e frutas. Os pais não devem estimular o consumo de guloseimas e alimentos de baixo valor nutricional. Lembre-se que os filhos são o reflexo dos pais, e isso ocorre também na alimentação.

## Nutrição na adolescência
Na adolescência ter uma dieta balanceada também é fundamental, pois as necessidades nutricionais nessa fase são maiores. É importante tomar cuidado, pois os adolescentes muitas vezes desejam ter um corpo magro e fazem qualquer coisa para consegui-lo, quase sempre sem orientação de um profissional da saúde, o que pode levar a deficiências nutricionais e transtornos alimentares como bulimia nervosa e anorexia nervosa, por exemplo. Os pais devem estar atentos e procurar sempre a ajuda de um profissional de saúde.
Os adolescentes geralmente comem muitos lanches, sem verduras e ricos em gordura. O consumo de frituras, doces e refrigerantes pode ocorrer em excesso. Estes e outros maus hábitos alimentares são freqüentes nesta fase. Por isso é muito importante estimular uma alimentação saudável diariamente e explicar porque há esta necessidade.
Além de ter uma alimentação equilibrada, com o consumo de todos os grupos alimentares, podemos enfatizar o consumo de cálcio, mineral importante para a formação do esqueleto, o ferro para o desenvolvimento muscoesquelético e endócrino e de zinco, contribuindo para o crescimento e a maturação sexual do adolescente.

## Nutrição na fase  adulta
A fase adulta é a fase da manutenção, sendo também muito importante ter uma alimentação adequada. Talvez essa seja a fase mais difícil, pois depende dos hábitos alimentares adquiridos, fatores culturais, financeiros, entre outros. Apesar de tudo isso, se deve pesar a importância de uma alimentação saudável tanto para o bom funcionamento orgânico, como prevenção de doenças
e melhor saúde quando idoso.

## Nutrição na fase idosa
Nesta fase, a alimentação além de nutrir, poderá tratar determinadas doenças e proteger o organismo. Devem ser levados em conta alguns fatores, como: estado de saúde físico, mental e emocional, hábitos alimentares anteriores, alterações na capacidade de mastigar, deglutir, digerir e absorver os alimentos, etc. Pode acontecer também uma redução no paladar e do olfato.
Conforme a pessoa vai envelhecendo, as suas necessidades de energia vão diminuindo, porém, por outro lado, a necessidade dos nutrientes vai aumentando. Por isso, deve-se priorizar alimentos de alto valor nutricional.
Podemos perceber que muitos idosos deixam de comer alimentos mais consistentes, optando por outros de consistência pastosa, como sopas, chás, torradas, etc. É importante estimular a mastigação e o consumo de uma dieta completa e balanceada. Caso o idoso tenha algum tipo de doença é necessário ter um acompanhamento individual, com aporte nutricional adequado.
No geral, é importante consumir alimentos de grupos variados, na consistência adequada, conforme a capacidade que o idoso tenha de mastigar os alimentos. Além disso, comer de forma fracionada, evitando assim a sensação de empaturramento.
Outro ponto a ser ressaltado, é o consumo de água, muitos idosos não sentem sede ou não desejam beber líquidos devido a incontinência urinária, podendo correr riscos relacionados a desidratação e problemas renais.

## Dieta
Dieta refere-se aos hábitos alimentares individuais. Cada pessoa tem uma dieta específica (saudável ou não). Cada cultura costuma caracterizar-se por dietas particulares. Contudo, em termos gerais, o uso popular desta palavra costuma apenas definir dieta como uma forma de conter o peso e manter sua saúde em boa condição.
Para seguir uma dieta, convém consultar um médico ou nutricionista, a fim de conhecer a dieta adequada ao seu organismo.
A escolha de alimentos certos na proporção correta, bem como a prática de exercício físico com orientação de um especialista, evitando uma vida sedentária, são considerados fatores essenciais para a manutenção da saúde. Uma "dieta" restritiva e que não tenha em conta as necessidades do organismo poderá ter efeitos desastrosos. Por isso, uma adequada avaliação nutricional individual evita desequilíbrios na dieta que podem levar a problemas de saúde, tais como deficiências nutricionais específicas ou calórico-protéicas e o excesso de peso ou obesidade. Também, ter uma vida saudável não é fazer apenas dieta, é não ter uma vida sedentária.
Diversas dietas tornaram-se populares nas últimas décadas, algumas passageiras, outras polêmicas e outras com maior comprovação científica. Exemplo de dietas:
- Dieta de Atkins. Restrição radical ao consumo de carboidratos, ou seja massas, doces, açúcares, e até mesmo frutas e verduras.
- Dieta de South Beach. Restrição total de carboidratos em seu início, evoluindo com restrição parcial, permitindo carboidratos ricos em fibras.
- Dieta do Super Café da Manhã. Dieta com restrição de carboidratos com ênfase calórica na primeira refeição do dia.
- Dieta Dash. Dieta desenvolvida para combater a hipertensão arterial por especialistas americanos.

## Consequência da má nutrição
A má nutrição pode trazer deficiência psíquica, fisiológica ou anatômica, por isso é sempre bom
estar indo ao medico nutricionista para acompanhar seu ritmo de nutrição. Podemos assim destacar as principais deficiências que causa a má nutrição.

### Avitaminose
As avitaminoses ou hipovitaminoses são famílias de doenças causadas pela falta ou deficiência de vitaminas no organismo. Geralmente é devida a uma alimentação incompleta, mas podem também surgir na sequência de outros problemas de saúde. Algumas destas doenças, como o escorbuto (deficiência de vitamina C), provavelmente a primeira avitaminose conhecida, podem ser tratadas apenas com suplementos vitamínicos.

## Diabetes
Diabetes mellitus é uma doença metabólica caracterizada por um aumento anormal de açúcar ou glicose no sangue. A glicose é a principal fonte de energia do organismo, porém quando em excesso, pode trazer várias complicações à saúde. Quando não tratada adequadamente, causa doenças como infarto do coração, derrame cerebral, insuficiência renal, problemas visuais e lesões de difícil cicatrização, dentre outras complicações.

## Inanição
Inanição, segundo a medicina, é um estado em que à pessoa encontra-se extremamente enfraquecida, por falta de alimentos ou por defeito de assimilação dos mesmos. Também foi usada como método de pena de morte onde o condenado é deixado, de alguma forma, ao abandono e sem alimentos.

## Obesidade
Obesidade, uma doença crônica multifatorial, na qual a reserva natural de gordura aumenta até o ponto em que passa a estar associada a certos problemas de saúde ou ao aumento da taxa de mortalidade. É resultado do balanço energético positivo, ou seja, a ingestão alimentar é superior ao gasto energético.